# Clostera ochracearia
Clostera ochracearia är en fjärilsart som beskrevs av Sergius G. Kiriakoff 1954. Clostera ochracearia ingår i släktet Clostera och familjen tandspinnare. Inga underarter finns listade i Catalogue of Life.